# 道生 (宋朝)
道生（？—？），號曹源，南劍（福建）人，南宋臨濟宗虎丘派僧。

## 著作
- 《曹源和尚語錄》
- 《曹源生禪師語》[1]

## 法嗣

### 師承
密庵咸杰

### 弟子
- 釋僧瑾
- 釋道猷
- 釋道冲